# Matthew Graham
Matthew Graham (ur. 14 maja 1996 roku) – brytyjski kierowca wyścigowy.

## Kariera

### Formuła 4 BRDC
Graham rozpoczął karierę w jednomiejscowych samochodach wyścigowych w 2013 roku od startów w Formule 4 BRDC. W edycji zimowej w ciągu ośmiu wyścigów, w których wystartował, trzy razy wygrywał, a czterokrotnie stawał na podium. Uzbierane 166 punktów pozwoliło mu zdobyć tytuł mistrz serii. W głównej serii na podium stawał sześciokrotnie, a dwa razy na jego najwyższym stopniu. Dało mu to czwarte miejsce w klasyfikacji generalnej.

### Formuła Renault 2.0
Na sezon 2014 Brytyjczyk podpisał kontrakt z hiszpańską ekipą AV Formula na starty w Północnoeuropejskim Pucharze Formuły Renault 2.0 oraz Europejskim Pucharze Formuły Renault 2.0. W edycji europejskiej w ciągu sześciu wyścigów, w których wystartował, uzbierał łącznie jeden punkt. Dało mu to 22 miejsce w końcowej klasyfikacji kierowców. W serii północnoeuropejskiej z dorobkiem 119 punktów został sklasyfikowany na dwunastej pozycji w klasyfikacji generalnej.

## Statystyki
| Sezon | Seria                                         | Zespół             | Wyścigi | Zwycięstwa | PP | NO | Podium | Punkty | Pozycja |
| ----- | --------------------------------------------- | ------------------ | ------- | ---------- | -- | -- | ------ | ------ | ------- |
| 2013  | Formuła 4 BRDC (edycja zimowa)                | Douglas Motorsport | 8       | 3          | 2  | 1  | 4      | 166    | 1       |
| 2013  | Formuła 4 BRDC                                | SWR                | 24      | 2          | 1  | 1  | 6      | 374    | 4       |
| 2014  | Europejski Puchar Formuły Renault 2.0         | AVF                | 6       | 0          | 0  | 0  | 0      | 1      | 22      |
| 2014  | Północnoeuropejski Puchar Formuły Renault 2.0 | AVF                | 15      | 0          | 0  | 0  | 0      | 119    | 12      |